# Koyukukhotana
Koyukukhotana, jedan od tri ogranaka Koyukon Indijanaca čija su se sela nalazila na rijeci Koyukuk, pritoci Yukona u unutrašnjosti Aljaske. Hodge njih i pleme Yukonikhotana naziva kolektivnim imenom Unakhotana.
Koyukukhotane su imali 22 sela: Batza (na rijeci Batza), Bolshoigor, Dotle, Hussliakatna, Kakhlyakhlyakakat ili Kakliaklia (rijeka Yukon), Kanuti, Kautas, Kotil (gdje Kateel ulazi u Koyukuk River), Koyukuk, gdje se sastaju Koyukuk i Yukon), Mentokakat (lijeva obala Yukona), Nohulchinta, Nok, Notaloten (na Yukonu), Oonigachtkhokh, Soonkakat (lijeva obala Yukona), Tashoshgon, Tlialil, Tok, Zakatlatan (sjeverna obala Yukona), Zogliakten i Zonagogliakten.
Koyukukhotana su od ranih istraživača opisani kao ratoboean narod. Zagorskin je pokušao istražiti područje uz Koyukuk ali nije uspio zbog njihove ratobornosti. pripadnici ovog plemena ubili su i poručnika Barnarda 1851., i uništili postaju Nulato, i pobile njezine stanovnike. kasnije na njihovo područje dolazi kennicott, ali 1866 unire u Nulatu. Petroff ih je posjetio 1880, i onda Allen 1885.
koyukukhotane su bili sjedilačko pleme, ali veoma ratoborni i neprijateljski raspoloženi prema Kaiyukhotanama. Njihovo najvažnije zanimanje bio je lov na jelene i planinske ovce, a posredovali su i u trgovini između eskimskog plemena Malemiut i kaiyukjotana.
Hodge sumnja da su imali klanski sistem. Godine 1890. bilo ih je 502; 242 muškarca i 260 žena. 
Ostali nazivi za njih su Coyoukons, Co-Yukon, Intsi-Dindjitch, Jūnnăkā-chotāna, Koyoukon, Koyoujouk-kouttanæ, Kukunski, Kuyakinchi, Kuyukuks, Kuyukunski, Yunnakakhotana.

## Vanjske poveznice
- Alaska Indian Tribes  Arhivirana inačica izvorne stranice od 16. ožujka 2009. (Wayback Machine)